# Roberto Soares de Oliveira
Roberto Soares de Oliveira (Palhoça, 7 de julho de 1896 — Florianópolis, 2 de junho de 1976) foi um político brasileiro.
Filho de Martiniano Soares de Oliveira e de Maria Luísa Kuss de Oliveira. Casou com Emília da Silva Oliveira e tiveram filhos.
Foi deputado à Assembleia Legislativa de Santa Catarina na 1ª legislatura (1935 — 1937), eleito pelo Partido Liberal Catarinense.